# Pfarrkirche Edelstal

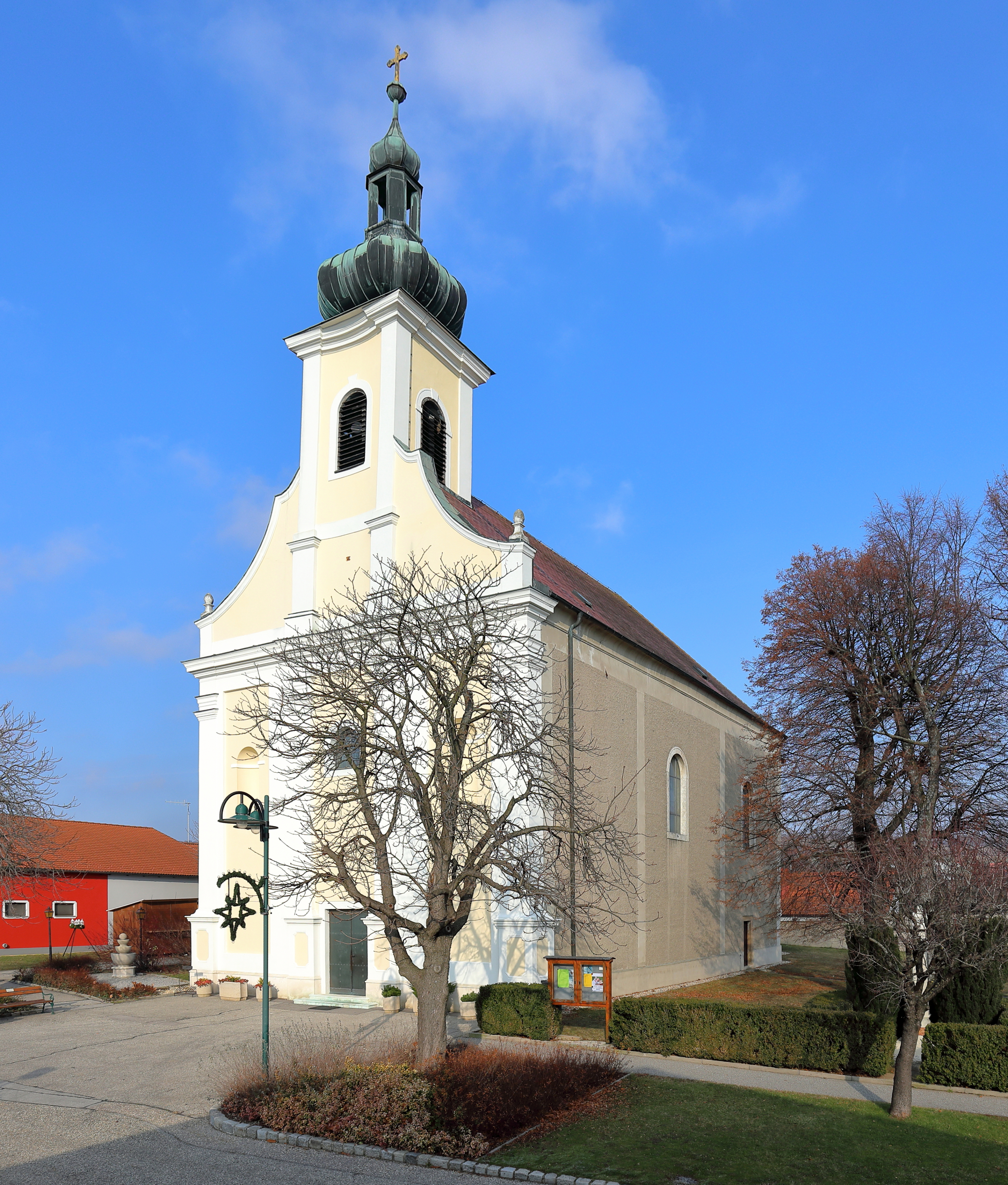
Pfarrkirche Edelstal

Die römisch-katholische Pfarrkirche Edelstal steht in der Gemeinde Edelstal (ungarisch Nemesvölgy) im Bezirk Neusiedl am See im Burgenland. Sie ist dem heiligen König Stephan geweiht und gehört zum Dekanat Neusiedl am See in der Diözese Eisenstadt. Die Kirche steht unter Denkmalschutz.

## Geschichte
Die Kirche wurde urkundlich 1774 zur Pfarrkirche erhoben. Der heutige Bau wurde 1740 errichtet und um 1780 erweitert. Restaurierungen erfolgten in den Jahren 1838 und 1972.

## Architektur
Die Kirche ist ein großer Saalbau mit großflächiger Südwest-Fassade mit geschweiftem Giebel. Über der konkaven Mittelachse befindet sich ein Turm mit Zwiebelhelm und Laterne, die 1968 erneuert wurde.
Der Chor ist eingezogen und flach geschlossen. Am Türsturz der nördlich der Kirche gelegenen Sakristei lautet die Inschrift Ecclesia 1838 restaurata (lat. ‚Die Kirche wurde 1838 restauriert‘).
Das Gotteshaus ist zweijochig mit Platzlgewölbe. Dazwischen ruht ein Doppelgurtbogen auf mächtigen Pilastern. Über den tiefen Fensternischen sind gestufte Schildbögen. Zwischen dem Schiff und dem platzlgewölbten Emporen- bzw. Chorjoch verläuft eine breite Kehle. Die schmale Empore lagert auf einem gedrückten Bogen und wird von Tonnengewölbe mit Stichkappen unterwölbt. Zwischen Chorjoch und Apsisgewölbe ruht ein flacher Gurt auf Pilastern.

## Ausstattung
Der Hochaltar aus dem ehemaligen Augustinerinnenkloster in Eisenstadt wurde im ersten Viertel des 18. Jahrhunderts geschaffen und 1792 in diese Kirche übertragen. 1819 wurde er restauriert und neu eingeweiht. Dieser Säulenaltar hat einen schweren und dunklen Aufsatz aus Sprenggiebeln. Über den seitlichen Opfergangsportalen befinden sich zwei weibliche Heilige. Das Altarbild mit dem heiligen Stephan von Ungarn wurde im ersten Viertel des 19. Jahrhunderts geschaffen und 1973 restauriert. Die Kanzel aus dem dritten Viertel des 18. Jahrhunderts ist mit Rokoko-Ornamentik verziert. Der Taufstein stammt aus dem 18. Jahrhundert; eine Glocke wurde 1821 von Josef Golner in Pressburg gegossen.
Die Orgel aus 1877 wurde von Szlezak Mihaly gebaut und stammt aus der Martinskirche in Bratislava.